# Saint-Loup-du-Gast
Saint-Loup-du-Gast là một xã của tỉnh Mayenne, thuộc vùng Pays de la Loire, tây bắc nước Pháp.